# Herzog-Albrecht-Gedächtniskirche

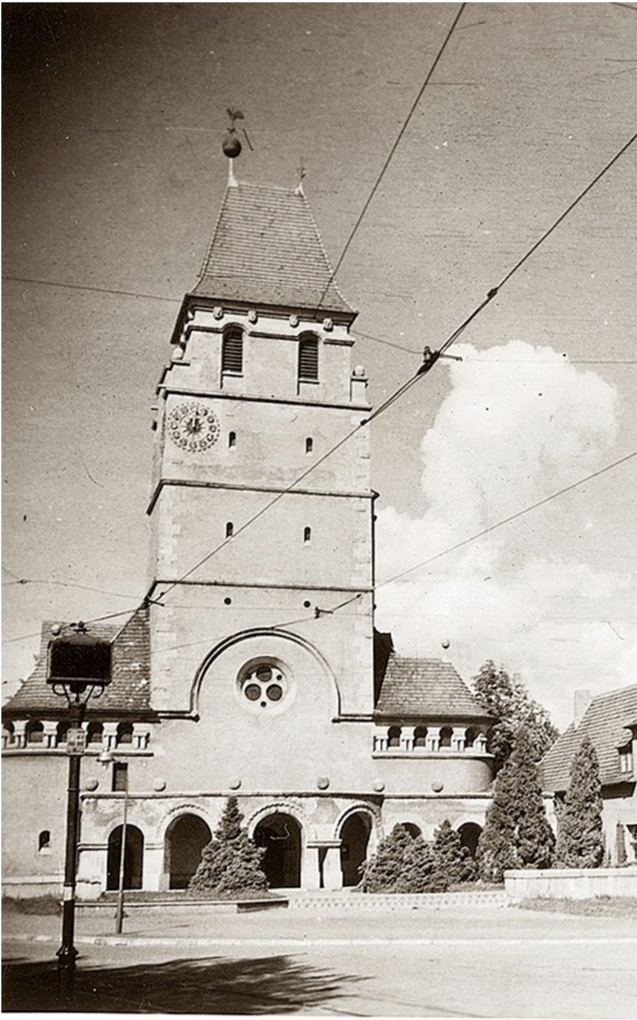
Die Herzog-Albrecht-Gedächtniskirche (undatierte Aufnahme)

Die Herzog-Albrecht-Gedächtniskirche war die Kirche der evangelisch-unierten Kirchengemeinde im Stadtteil Maraunenhof der ostpreußischen Stadt Königsberg, sie stand am König-Ottokar-Platz und wurde auch Maraunenhofer Kirche oder Neue Tragheimer Kirche genannt.
Nachdem 1908 eine an der Entwicklung des Stadtteils interessierte Terraingesellschaft einen Baukostenzuschuss bewilligt hatte, erfolgte nach einer längeren Planungsphase am 19. Mai 1911 die Grundsteinlegung. Das nach Entwurf der Architektensozietät Mattar & Scheler erbaute Gotteshaus wurde am 12. Januar 1913 eingeweiht und 1933 zum 450. Geburtstag Luthers in „Herzog-Albrecht-Gedächtniskirche“ umbenannt. Das Gebäude erlitt im Zweiten Weltkrieg erhebliche Schäden und war nach 1945 ohne neue Nutzung dem Verfall preisgegeben. Die zur Ruine verfallene Kirche wurde 1972 abgerissen.